# Бернар Ино
Бернар Ино (на френски: Bernard Hinault) е френски професионален колоездач, който печели Обиколката на Франция пет пъти.
Той е един от шестимата велосипедисти, печелили трите Гранд тура, и един от двамата, печелили ги повече от веднъж (другият бидейки Алберто Контадор). Той печели Тур дьо Франс през 1978, 1979, 1981, 1982 и 1985 г. Завършва втори през 1984 и 1986 г. и печели общо 28 етапа, от които 13 са индвидуално бягане по часовник. Той е един от четиримата, печелили петкратно Обиколката на Франция, заедно с Жал Анкетил, Еди Меркс и Мигел Индураин. Сред тях, Ино е единственият, който завършва първи или втори във всеки Тур. Той остава последният французин, спечелил Тур дьо Франс.
Ино е често наричан Язовеца (на френски: Le Blaireau), макар че, според Ино, този прякор няма връзка с животното, а е просто начин на местните колоездачи да кажат „колега“ или „приятел“.

## Професионална кариера

### 1975 – 1977: Житан
Ино започва да се занимава с професионално колоездене през 1974 г. Сприятелява се със Сирил Гимар, който завършва кариерата си части поради травма на коляното. Гимар става спортивен директор за отбора Житан и Ино се присъединява към отбора. През 1976 г. Ино отбелязва ранна победа на Париж-Камембер. Той показва силата си в бягането по часовник, докато поддържа тънката си преднина до финиша. Същата година, Гимар подтиква Лусиен ван Импе към единствената му победа в Обиколката на Франция. Следвайки съвета на Гимар, Ино не влиза в състезанието през 1977 г. Въпреки това, той демонстрира таланта си на Критериум дю Дофине, където побеждава много фаворити за Тур дьо Франс, включително крайния победител Бернар Тевене. Забележителен е един от планинските етапи на Критериум дю Дофине тази година. Тогава Ино носи жълтата фланелка като лидер на генералната класификация и е отпред след атака при изкачване и се е насочил към победа. Обаче, пада в речна долина с височина 5 – 6 m при слизането от планината, изоставя велосипеда си на мястото на произшествието, изкачва се на шосето, качва се на нов велосипед, без да показва ни най-малко колебание след катастрофата, която е могла да го убие, и кара до победа близо до Гренобъл.

### 1978 – 1983: Рено
За да се подготви за Обиколката на Франция през 1978 г., Ино кара на първия си Гранд тур, Обиколката на Испания. Той го спечелва и се чувства готов за първия си Тур дьо Франс. Преди Обиколката, той печели националното първенство, което му позволява да носи трикольора. Турът бързо става на битка с Йоп Зутемелк, като Ино взема жълтата фланелка след последното бягане по часовник. Той е приветстван като новия велик френски колоездач и печели Тура отново през 1979 г.
Още веднъж Турът се оказва битка между Ино и Зутемелк, които финишират с почти половин час преднина пред останалите участници. Всъщност, Турът от 1979 г. е единственият път, когато жълтата фланелка е оспорвана на финалния етап в Париж, тъй като Зутемелк, каращ за Ино в продължение на около три минути, започва атака рано в етапа. Ино отвръща на атаката и двамата колоездачи се отдалечават от останалата група до финиша. В крайна сметка, Ино печели етапа и Обиколката, докато на Зутемелк е дадено 10-минутно наказание за допинг.
В началото на сезона през 1980 г. целта на Ино и Гимар е спечелването на Тройната корона на колоезденето – Обиколката на Италия, Обиколката на Франция и световното първенство, които преди това са били спечелвани само веднъж от Еди Меркс. Ино печели Обиколката на Италия тази година, задържайки състезанието с атака на прохода Стелвио. На Обиколката на Франция през 1980 г. той изоставя състезанието, докато носи жълтата фланелка като лидер на генералното класиране, поради травма на коляното, но се връща, за да спечели световното първенство в Саланш същата година.
На следващата година, носейки шарената фланелка, той печели Париж-Рубе и излиза победител в Тур дьо Франс 1981, след което го печели отново през 1982 г. Пропуска Обиколката през 1983 г., пак поради проблеми с коляното. Организаторът, Жак Годе, пише в автобиографията си, че проблемите на Ино идват от това, че кара на предавки, които са твърде високи. По време на отсъствието на Ино, неговият съотборник Лоран Финьон изгрява като печели Тура през 1983 г.

### 1984 – 1986: Ла Ви Клер
В Тур дьо Франц през 1984 г. Финьон печели, като Ино завършва втори с разлика от над 10 минути. Разногласия с Гимар водят до тяхното разделяне и към средата на 1980-те години Ино се сближава с швейцарския треньор Пол Кьохли и отбора му Ла Ви Клер. Кьохли въвежда медитация и релаксация, които помагат на Ино да се завърне в Обиколката на Франция с победа през 1985 г. Същата година той минава по-голямата част от състезанието с насинено око след падане. През 1985 г. лейтенанта на Ино, Грег Лемонд, е под натиск от Кьохли и отборния мениджър да поддържа Ино и да не се опитва да го победи. Няколко години по-късно, Лемонд твърди в интервю, че са лъгали за преднината му пред Ино в планински етап, карайки го да загуби няколко минути и шансовете си за победа.
През 1986 г. Ино участва в Тур дьо Франс, привидно за да върне услугата на Лемонд от предната година и да му помогне да спечели. Ино води агресивно състезание, което, според него, цели да демотивира съперниците. Той твърди, че тактиката му е била да измори опонентите и да остави Лемонд да спечели. Лоран Финьон и Урс Цимерман преминават в защита от първия ден. Финьон напуска поради травми и стрес. В етапа на Алп д'Юез Ино започва ранна атака, която печели много време. Лемонд догонва Ино и накрая взема жълтата фланелка от съотборника си. Лемонд по-късно казва, че се чувства предаден от тактиката на Ино.
Ино събира над 200 победи за 12 години. Печели Джиро д'Италия през 1980, 1982 и 1985 г., както и Вуелтата през 1978 и 1983 г. Също така, спечелва класики, сред които Париж-Рубе (1981) и Лиеж-Бастон-Лиеж (1977, 1980). Неговата победа в Лиеж-Бастон-Лиеж от 1980 г. е запомняща се, поради наличието на сняг в началото. Ино прави соло атака и завършва почти 10 минути пред втория състезател.

## Начин на колоездене
Ино е „Шефа на основната група“. Той участва в стачка на колоездачи по време на Тур дьо Франс 1978 против етапите, в които велосипедистите трябва да карат един етап сутринта и още един следобед. Той често налага дисциплина и сътрудничество сред колоездачите, веднъж указвайки, че „днес няма да има атаки, защото утрешният етап ще е труден“. Той е уважаван от колоездачите, но и много се страхуват от него, заради темперамента му. Ако се чувства пренебрегнат от друг колоездач, той би използвал силата си, за да го унижи. Към публиката, Ино често е арогантен, отдалечен и срамежлив. Когато веднъж журналист по предлага да бъде по-отдаден на феновете, Ино отговаря: „Аз се състезавам за да спечеля, не за да угаждам на хората“.

## Пенсиониране
След като се пенсионира през 1986 г., Ино се връща към земеделието в Бретан и работи за организацията на Обиколката на Франция, появявайки се на финишите на етапите, за да поздрави победителите и носещите фланелки. Работи за компанията Лук, чийто собственик, Бернар Тапи, също държи отбора Ла Ви Клер, като технически консултант и помага при разработването на безскобни педали. Днес, той вече не се занимава със земеделие – през 2008 г. се завръща в колоезденето, но не се състезава. Когато протестиращ изскача на подиума в края на трети етап от Тур дьо Франс 2008 г. пред победителя, Самуел Дюмулен, Ино се втурва към него без колебание и го изблъсква настрани. През декември 2013 г. е обявено, че Ино ще бъде „патрон“ на британския Team Raleigh–GAC за сезон 2014.

## Кариерни постижения
Значими резултати:
1975
1-ви  Индивидуална гонка, Френско национално първенство
1-ви  Генерално Обиколка на Сарт
1976
1-ви  Индивидуална гонка, Френско национално първенство
1-ви  Генерално Обиколка на Сарт
1-ви Етап 3a
1-ви  Генерално Обиколка на Лимузен
1-ви Етап 1
1-ви  Генерално Обиколка на Од
1-ви  Генерално Обиколка на Индра и Лоара
1-ви Париж-Камембер
1977
1-ви  Генерално Критериум дю Дофине
1-ви Етапи 1 и 5
1-ви  Генерално Обиколка на Лимузен
1-ви Етап 1
1-ви Лиеж-Бастон-Лиеж
1-ви Гент-Вевелгем
1-ви Гран при на нациите
1978
1-ви  Шосейно състезание, Френско национално първенство
1-ви  Генерално Обиколка на Франция
1-ви Етапи 8, 15 и 20
1-ви  Генерално Обиколка на Испания
1-ви Пролог, Етапи 11b, 12, 14 и 18
1-ви  Генерално Критериум Интернасионал
1-ви Етап 3
1-ви Гран при на нациите
2-ри Генерално Париж-Ница
3-ти Обиколка на Ломбардия
1979
1-ви  Генерално Обиколка на Франция
1-ви  Класиране по точки
1-ви Етапи 2, 3, 11, 15, 21, 23 и 24
1-ви  Генерално Критериум дю Дофине
1-ви Генерално Предизвикателство Перно
1-ви Обиколка на Ломбардия
1-ви Флеш Валон
1-ви Гран при на нациите
1-ви Етап 3 Обиколка на Люксембург
2-ри Генерално Критериум Интернасионал
2-ри Лиеж-Бастон-Лиеж
2-ри Шосейно състезание, Френско национално първенство
8-и Гент-Вевелгем
1980
1-ви  Шосейно състезание, Световно първенство
1-ви  Генерално Обиколка на Италия
1-ви Етап 14
Обиколка на Франция
1-ви Пролог, Етапи 4 и 5
Държи  за 2 дни
1-ви  Генерално Обиколка на Романдия
1-ви Генерално Предизвикателство Перно
1-ви Лиеж-Бастон-Лиеж
2-ри Шосейно състезание, Френско национално първенство
3-ти Флеш Валон
4-ти Париж-Рубе
5-и Амстел Голд Рейс
1981
1-ви  Генерално Обиколка на Франция
1-ви  Комбинирана класиране
1-ви Етапи 7, 16, 20 и 22
 Класиране по борбеност Генерално
1-ви  Генерално Критериум дю Дофине
1-ви  Генерално Критериум Интернасионал
1-ви Генерално Предизвикателство Перно
1-ви Париж-Рубе
1-ви Амстел Голд Рейс
3-ти  Шосейно състезание, Световно първенство
1982
1-ви  Генерално Обиколка на Франция
1-ви  Комбинирано класиране
1-ви Пролог, Етапи 14, 19, и 21
1-ви  Генерално Обиколка на Италия
1-ви Пролог, Етапи 3, 12, 18, и 22
1-ви Генерално Предизвикателство Перно
1-ви Генерално Обиколка на Люксембург
1-ви Гран при на нациите
1-ви Гран при д'Увертюр ла Марсилез
1-ви Критериум дез А
9-и Париж-Рубе
1983
1-ви  Генерално Обиколка на Испания
1-ви Етапи 15b и 17
1-ви Флеш Валон
1-ви Гран при Пино Черами
1984
2-ри Генерално Обиколка на Франция
1-ви Пролог
Държи  за 1 ден
 Класиране по борбеност Генерално
1-ви  Генерално Четири дни Дюнкерк
1-ви Обиколка на Ломбардия
1-ви Гран при на нациите
1-ви Трофео Бараки (заедно с Франческо Мозер)
2-ри Критериум дю Дофине
3-ти Генерално Париж-Ница
4-ти Шампионат на Цюрих
1985
1-ви  Генерално Обиколка на Франция
1-ви Пролог и Етап 8
1-ви  Генерално Обиколка на Италия
1-ви Етап 12
1986
1-ви  Генерално Коорс Класик
1-ви Етапи 7a и 11a
1-ви  Генерално Обиколка на Валенсия
1-ви Трофео Луис Пуиг
2-ри Генерално Обиколка на Франция
1-ви  Планинско класиране
1-ви Етапи 9, 18 и 20
Държи  за 5 дни
 Класиране по борбеност Генерално
Генерално класиране на Гранд тур:
| Гранд тур           | 1978 | 1979 | 1980 | 1981 | 1982 | 1983 | 1984 | 1985 | 1986 |
| ------------------- | ---- | ---- | ---- | ---- | ---- | ---- | ---- | ---- | ---- |
| Обиколка на Испания | 1    | —    | —    | —    | —    | 1    | —    | —    | —    |
| Обиколка на Италия  | —    | —    | 1    | —    | 1    | —    | —    | 1    | —    |
| Обиколка на Франция | 1    | 1    | DNF  | 1    | 1    | —    | 2    | 1    | 2    |

| —   | Не участва  |
| DNF | Не финишира |